# Pierre-Victorien Lottin
Pour les articles homonymes, voir Lottin.
Ne pas confondre avec Victor Charles Lottin
Victorien Pierre Lotin, dit Lottin de Laval, né le 19 septembre 1810 à Orbec et mort le 23 février 1903 à Menneval, est un érudit, explorateur, archéologue, peintre orientaliste et inventeur de plusieurs procédés scientifiques français.
Orientaliste, archéologue distingué, romancier, poète, peintre, sculpteur, chimiste, ciseleur, il a multiplié ses efforts et ses découvertes. Ce fin lettré, apte à tous les arts et à toutes les spécialités des lettres, il en a eu non seulement l’intelligence, mais la faculté créatrice.

## Biographie
Né de Marie Victoire Delaval et du marchand chapelier Constant Lotin, ancien soldat de Sambre-et-Meuse, dans un faubourg d'Orbec, Lotin a perdu sa mère à l’âge de sept ans et demi. N’ayant guère le temps de s’occuper de lui, son père le confie à l’école mixte des demoiselles Asselin, puis, à ses 10 ans, au pensionnat Châtel.
À treize ans et demi, afin de soulager sa famille et tenter de subvenir à ses besoins, il monte à Paris, où il loge chez un de ses oncles. Occupé tout le jour à des tâches manuelles, il parfait son instruction, le soir dans sa mansarde, à la lueur d'une chandelle, grâce aux volumes empruntés aux cabinets de lecture.
La protection de Guizot, alors ministre, lui permet d’entrer en qualité de secrétaire chez le comte d'Avesnes, où iI touche 50 francs par mois pour deux à trois heures de travail par jour. Ce passage chez un homme instruit et qui possédait une superbe bibliothèque a été des plus profitables au jeune autodidacte. Peu après, toujours sur la recommandation de Guizot, il est nommé expéditionnaire à l’Hôtel de ville de Paris, aux appointements de 1 200 francs par an. Assuré de l’existence, il commence à faire des vers et à s’essayer au théâtre. Jules Janin, lui consacre quelques lignes bienveillantes dans une gazette, mais Lottin de Laval s'est montré très discret dans ses œuvres et même vis-à-vis de ses intimes, en ce qui touche cette première période de son existence, pleine de demi-succès, d'illusions, et d'amertumes.
Cependant, petit à petit, âgé seulement de vingt ans, il s’est intégré au monde littéraire, puis dans le cénacle romantique. Il est ami avec des artistes comme Delacroix, Alfred et Tony Johannot, des poètes et écrivains comme Lamartine, Alexandre Dumas, Georges Sand et Ernest Legouvé, des musiciens, comme Meyerbeer, Rossini, Berlioz, Chopin, Liszt. Il fréquente l'atelier de Daguerre, qui n’est encore que décorateur.
Son premier roman, publié à 22 ans, Les Truands et Enguerrand de Marigny, histoire du règne de Philippe le Bel (1832) témoigne de l’intérêt qu’il porte déjà à l’histoire et à l’archéologie. Il est suivi de Marie de Médicis (1834), Robert le Magnifique (1835), le Comte de Néty (1838), Andalousia (1842), Les Comtes de Montgomery (1843). À partir de 1833, il prend pour pseudonyme « Lottin de Laval » d’après le nom de jeune fille de sa mère.
En 1835, il effectue son premier voyage archéologique en Italie, Sicile, Dalmatie et Illyrie, et s'intéresse aux découvertes archéologiques. C'est à cette occasion qu'il expérimente des techniques de moulage, qu’il reprendra, dix ans plus tard, lorsque, attiré par les civilisations orientales, il sera amené à visiter successivement l’Illyrie, la Grèce, l’Asie Mineure, l’Asie occidentale, après avoir obtenu d’accompagner, de 1843 à 1844, Paul-Émile Botta, dans une mission scientifique française, qui découvre le palais de Sargon II à Khorsabad, en cherchant Ninive.
Le mauvais temps persistant l’ayant empêché, au cours de l'hiver 1843, de copier par calque l'inscription cunéiforme sur la forteresse de Van, il s’est souvenu des essais de moulage qu'il avait effectués, dix ans plus tôt, lors de son voyage en Italie avec des techniques, et se procure, à Bagdad, les ingrédients nécessaires à l’invention d’un procédé de moulage en papier plus pratique que le moulage au plâtre, afin de pouvoir pouvoir rapporter les moulages des monuments qu’il découvrait .

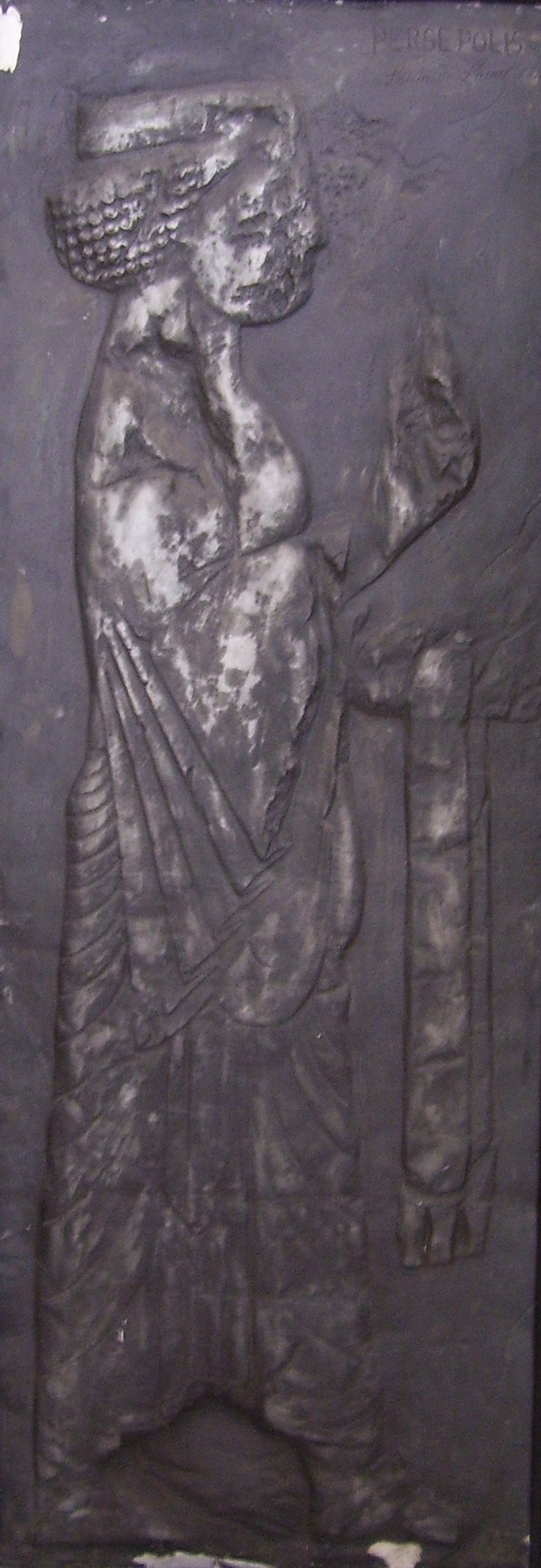
Lottinoplastie d'un relief du Tachara de Persépolis (1845), musée des beaux-arts de Bernay.

Au mois de juillet 1835, alors qu’il fait étape dans un caravansérail à Chahr-e-Rey, le feu prend à la caisse contenant ses moulages et détruit la moitié. S’apercevant néanmoins que la partie, qui a été épargnée par le feu a été solidifiée par la chaleur, il comprend que les moules légers en mauvais papier imprégné de gélatine, de gluten et de matières grasses qu’il utilisait doivent être soumis à une cuisson afin d’être préservés.
Baptisé « lottinoplastie », ce procédé a été remarqué, au cours d’une visite chez lui, par le député-imprimeur Pierre Leroux, et adapté avec succès à la typographie. Communément appelée « flan », cette matrice d'impression en carton souple ou en caoutchouc a été utilisée pour la première fois dans les presses de Marinoni, et est encore utilisé de nos jours. Ce brevet sera acheté par l'État et l’Académie des inscriptions et belles-lettres lui vote de chaleureuses félicitations. Il rapporte à Paris deux cents kilos de pièces qui sont achetées par l'État et entreposées au musée du Louvre.

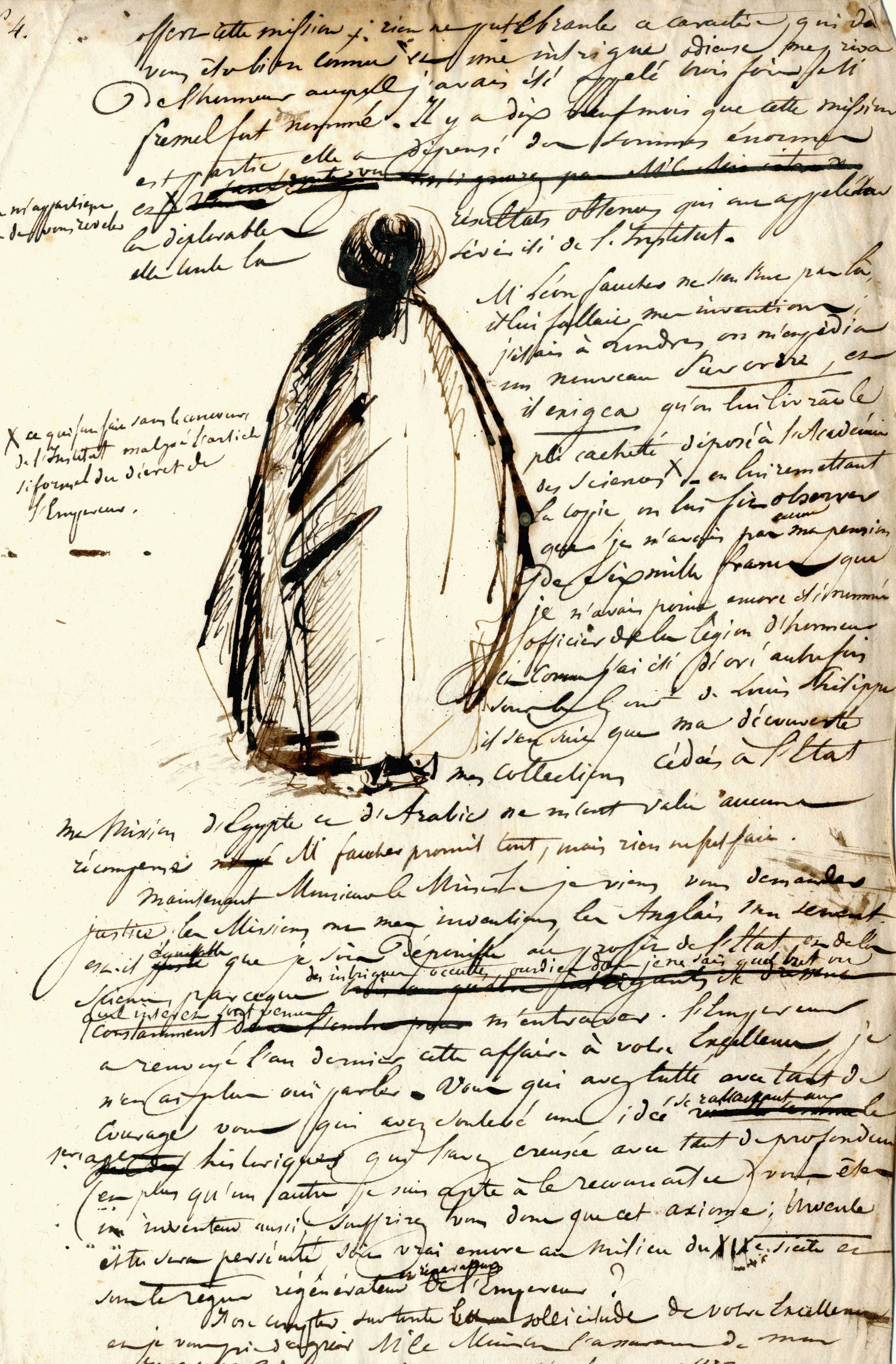
Extrait du Mémoire, notes et correspondance relatifs à la lottinoplastie (1847-1888).

Vers 1840, il bâtit le château des Trois-Vals, de style orientalisant, et y garde de nombreux objets d’arts, comme les dessins originaux commandés à Raphaël par le pape Léon X, pour décorer ses loges vaticanes et la chapelle Sixtine ; un buffet de Jean Goujon, sculpté en méplat, dont il a refusé 80 000 francs ; des vases fouillés par Benvenuto Cellini ; un Rembrandt, un van Dyck ; le mobilier qui garnissait la chambre dans laquelle est morte la marquise de Prie ; la chambre à coucher de Charles-Quint, avec le lit et les fauteuils en cuir de Cordoue que l’on dirait sortir de chez le tapissier et dont il a refusé 200 000 francs ; des Palissy de toute beauté ; une collection de tableaux et de gravures comme il n’en existe que dans les grands musées ; des meubles de tous les styles, sortis des ateliers de Boulle, ou fabriqués par les fameux huchiers normands, etc, ainsi que des hauts et des bas-reliefs métallisés en argent oxydé et en bronze florentin, à partir de lottinographies, rapportés de Ninive et de Persépolis, en 1838.
En 1850, le gouvernement lui confie une mission dans la Péninsule arabique du Sinai, dont il rapporte 282 moulages de bas-reliefs et de nombreuses inscriptions, en 1851. La relation de ce voyage a fait l’objet dans un grand ouvrage, mais d'un caractère peu diplomate et vexé du peu de considération qu'il suscite, il finit par se brouiller avec les autorités scientifiques et n'obtient plus de nouvelles missions.
Retiré, à partir de 1852, dans son château, il se consacre alors à la sculpture et à la peinture d'après les croquis qu'il avait ramenés de ses expéditions, travaille à l'étude de l'histoire normande, et participe à l'aménagement du musée des beaux-arts de Bernay, où reposent un certain nombre de ses travaux, tableaux orientalistes et plus de 70 lottinoplasties. En 1872, il fournit des poèmes à Jean-Baptiste Weckerlin pour son ode-symphonie, l’Inde (1872).
Sa mort est la conséquence d'un accident. Monté sur une chaise pour décrocher un tableau, il est tombé et s’est brisé la cuisse. À l’issue de ses obsèques en l'église de Menneval, il a été inhumé au cimetière de cette commune, où le rejoindra, le 5 mai 1945, son disciple Étienne Deville, mort sous les bombes alliées la suivant suit le jour J. Après sa mort, sa collection a été dispersée.

## Décorations
- Chevalier de la Légion d'honneur
- Officier de l'instruction publique
- Commandeur dans l'ordre du Lion et du Soleil

Il était également correspondant du Ministère de l’Instruction publique.

## Hommages
- La ville de Bernay a donné son nom à une avenue, qui fait suite à la rue de Rouen, et se termine près du château des Trois-Vals, propriété de Lottin[14].
- Le collège d'Orbec porte le nom de Lottin de Laval.
- Le restaurant d'application du lycée de Bernay se nomme Le Lottin.

## Galerie

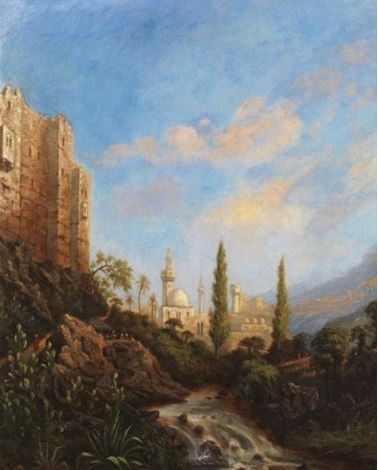
Vue de Tripoli (Liban)
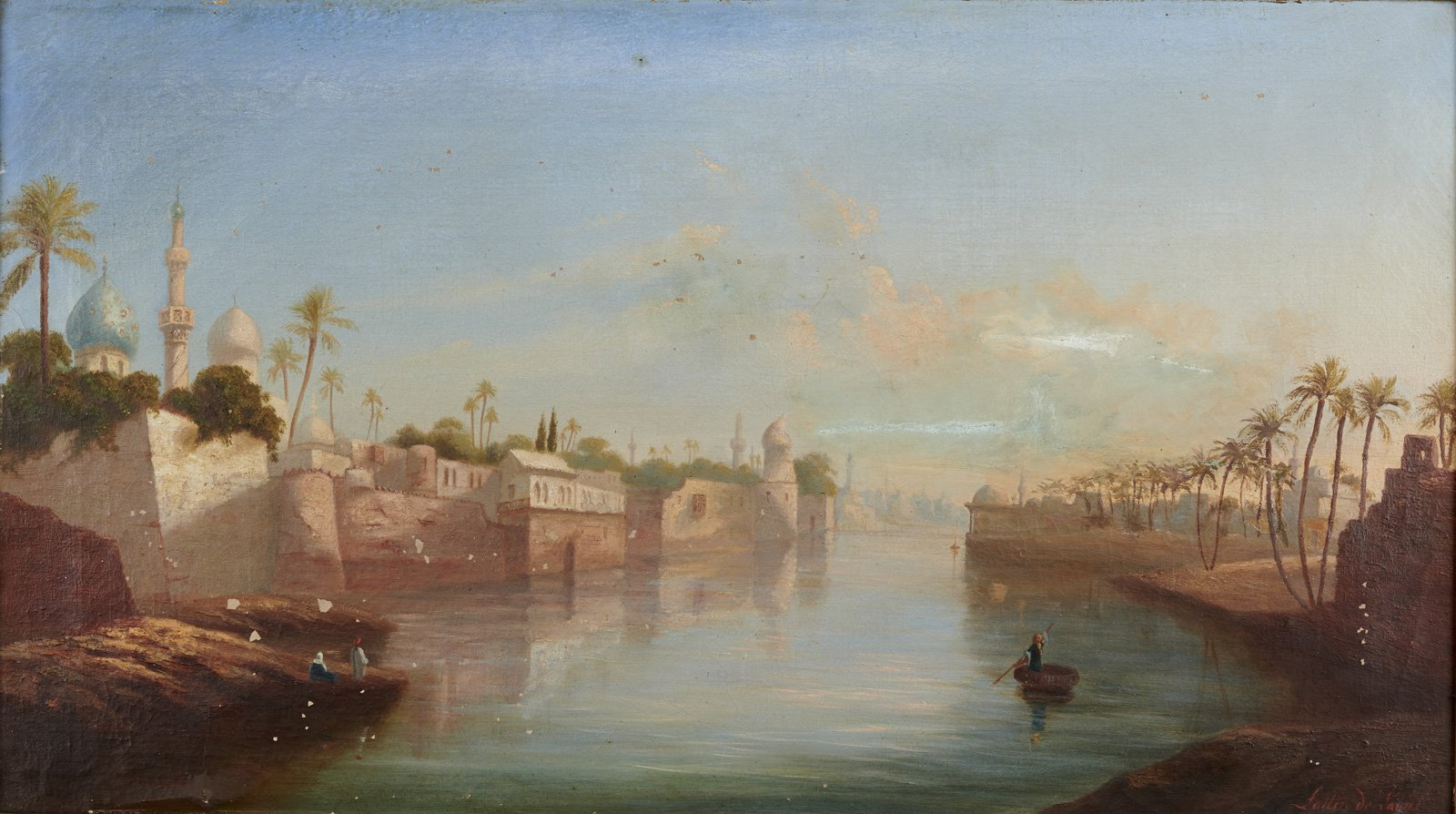
Bagdad
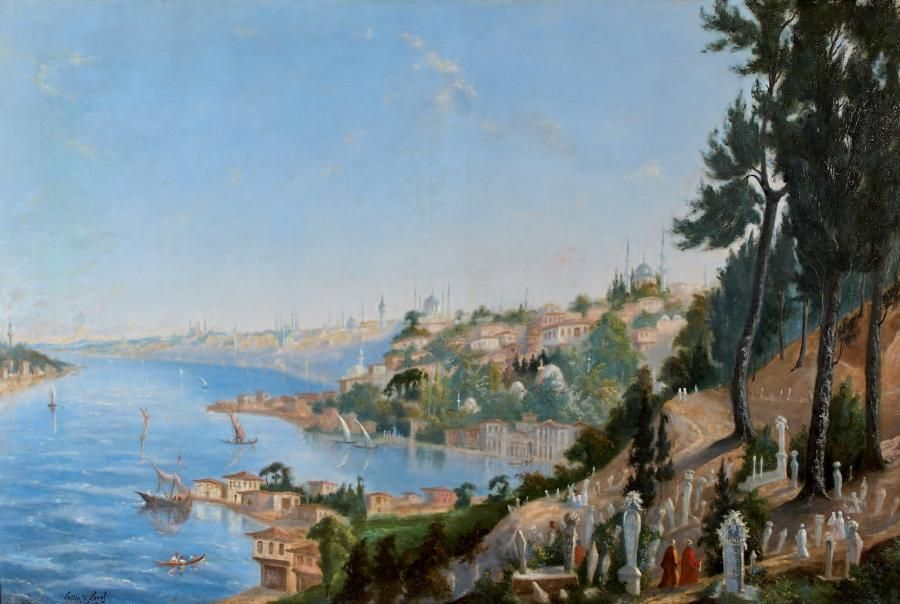
Vue du Bosphore
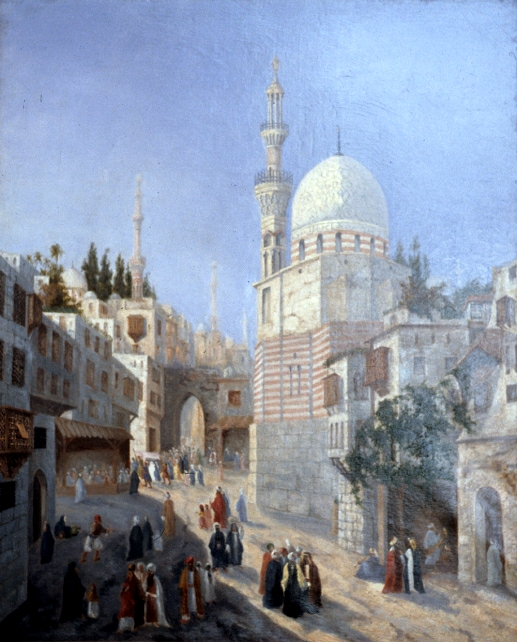
Rue au Caire

## Publications
- Voyage dans la péninsule arabique du Sinai et l’Égypte moyenne : histoire, géographie, épigraphie (publié sous les auspices de S.E.M. le Ministre de l'instruction publique et des cultes ; par M. Lottin de Laval, ancien chargé de missions scientifiques, etc.), Paris, Gide et Cie, 1855-1859, 355 p., in-4º (OCLC 5803454, lire en ligne).
- Manuel complet de lottinoplastie, l'art du moulage de la sculpture en bas relief et en creux mis à la portée de tout le monde, Paris, Didot, 1857, in-24 (OCLC 715632526).
- Bernay et son arrondissement : souvenirs et notices historiques et archéologiques, Bernay, J. & A. Lefèvre, 1890, 280 p. (OCLC 903992099, lire en ligne).

### Romans et nouvelles
- Les Truands et Enguerrand de Marigny : histoire du règne de Philippe le Bel, Paris, H. Souverain, 1833, 188, 167, 2 vol. in-16, pl. (OCLC 1143037150), 1. 1 sur Gallica, t. 2 sur Gallica, lire en ligne sur Gallica.
- Marie de Médicis, histoire du règne de Louis XIII : d'après les manuscrits inédits du cardinal de Richelieu et d'un bénédictin, 1610-1642, Paris, A. Dupont, 1834, 2 vol. in-8º (OCLC 763662638), 1. 1 sur Gallica, 1. 2 sur Gallica.
- Robert le Magnifique : histoire de la Normandie du Xe siècle, Paris, A. Dupont, 1834, 2 vol. in-8º (OCLC 763581993, lire en ligne sur Gallica), t. 1 sur Gallica, t. 2 sur Gallica.
- Un an sur les chemins : récits d’excursions dans la Sicile, l’Italie, l’Autriche, l’Illyrie, la Grèce, Constantinople et l’Asie Mineure, Paris, Masson et Duprey, 1837, 518, 376, 2 vol. in-8º (OCLC 1449161747), 1. 1 sur Gallica, t. 2 sur Gallica.
- Le Comte de Néty, Paris, Ladvocat, 1838, xxvii-344, 372 p., 2 vol. in-8º (OCLC 918640965). t. 1 sur Gallica, 1. 2 sur Gallica.
- Les Galanteries du maréchal de Bassompierre, Paris, Hortet et Ozanne, 1839, 373, 356, 268, 354, 4 vol. : portr. du maréchal de Bassompierre et de l'auteur ; in-8º (OCLC 1404313934), t. 1 sur Gallica, t. 2 sur Gallica, t. 3 sur Gallica, t. 4 sur Gallica.
- Andalousia, la perle des Andalouses, Paris, L. de Potter, 1842, 2 vol. in-8º (OCLC 848183903), 1. 1 sur Gallica, 1. 2 sur Gallica.
- Les Comtes de Montgommery : roman historique, Paris, L. de Potter, 1842, 306 p., 2 vol. in-8º (OCLC 1402981286), t 1 sur Gallica, t 2 sur Gallica.
- Le Custode de Saint-Marc : chronique historique de la Sicile, Paris, 1850 (lire en ligne).

## Iconographie
Le musée des beaux-arts de Bernay héberge une huile sur toile d’Auguste Charpentier (1840) et une autre de Thomas Couture représentant Lottin de Laval, ainsi qu’un buste dû à Carrier-Belleuse. Un dessin à l’encre de Chine réalisé par George Sand repose au musée des beaux-arts de Caen.

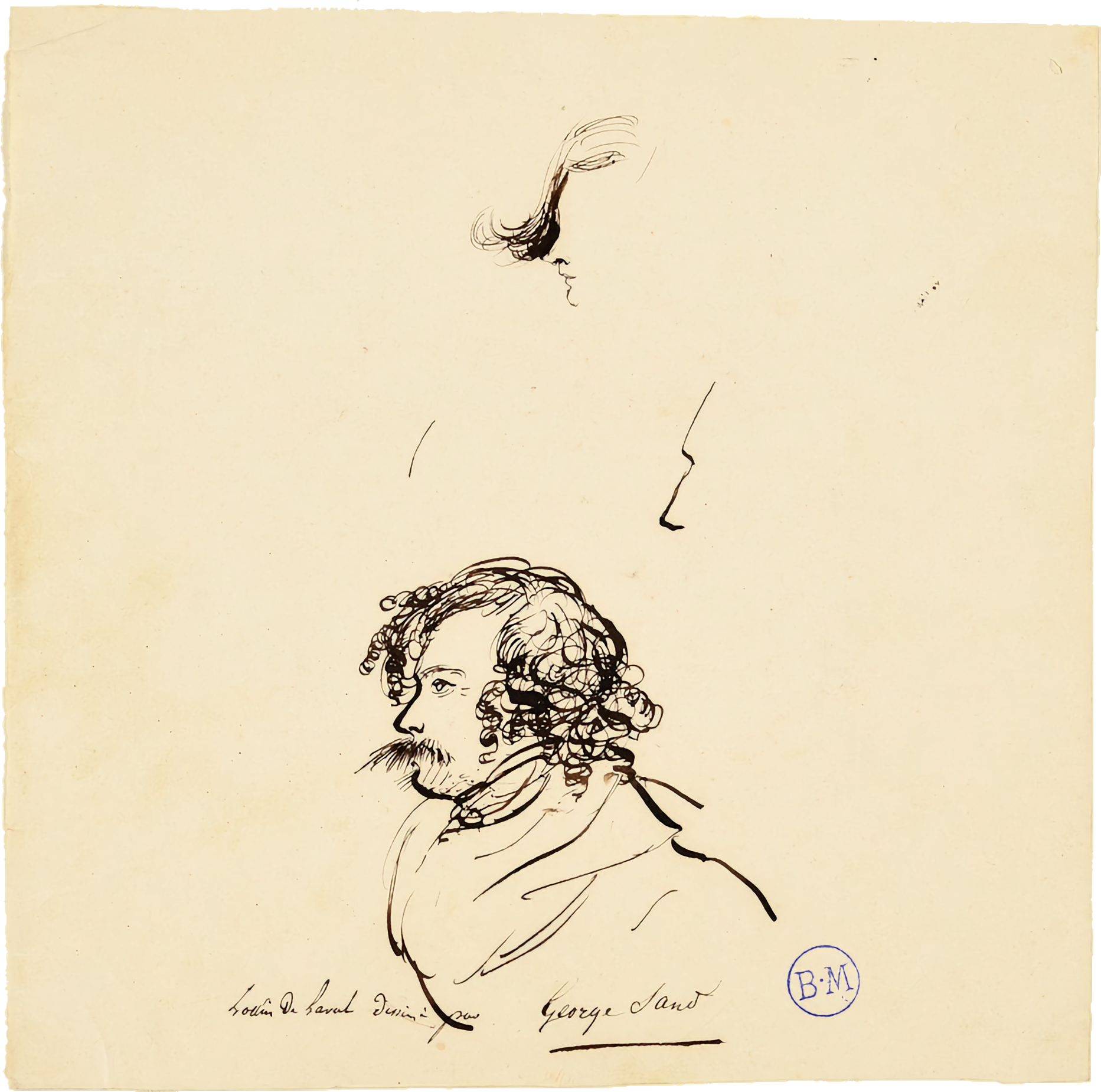
Lottin de Laval dessiné à la plume de George Sand.
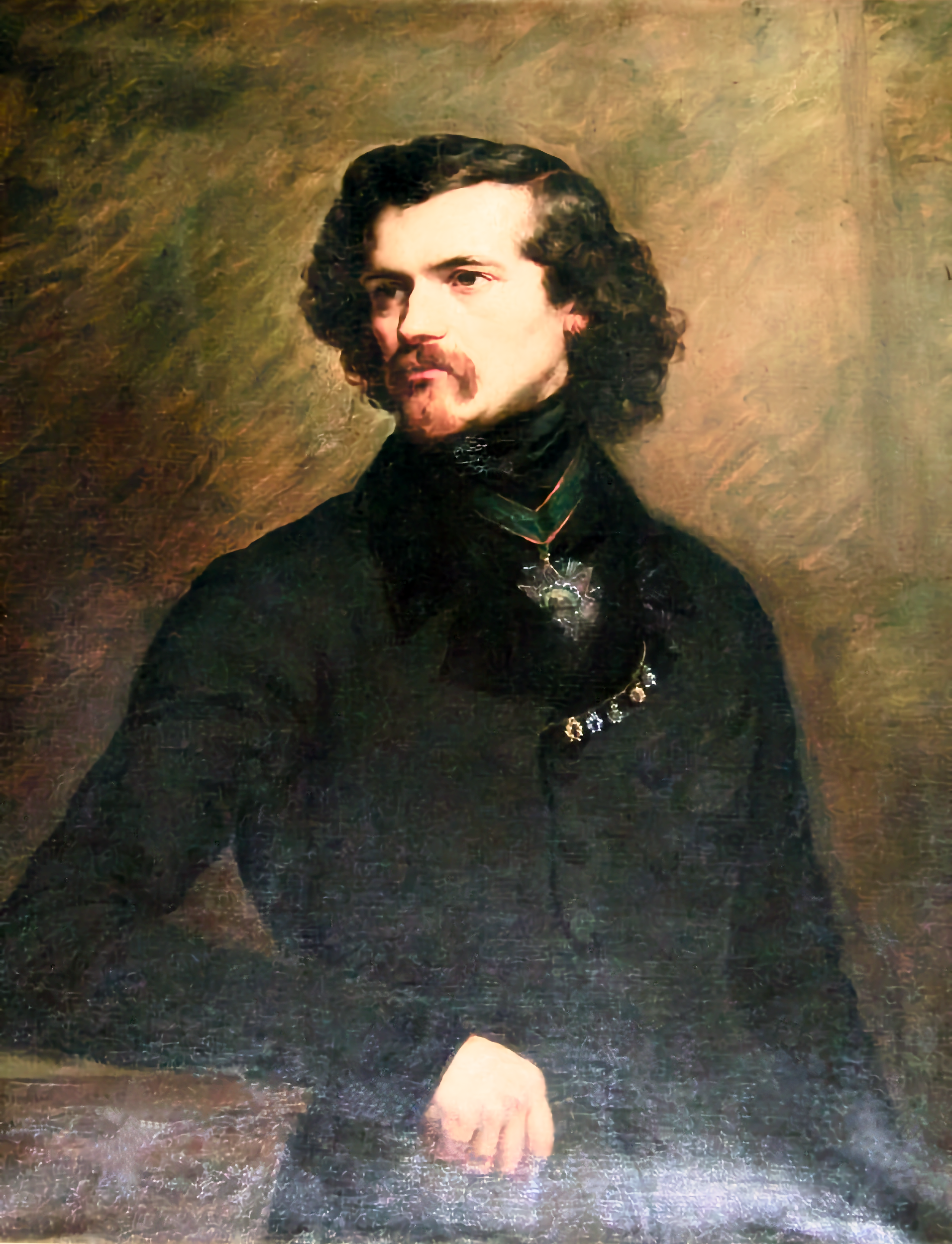
Portrait de Lottin de Laval d’Auguste Charpentier.
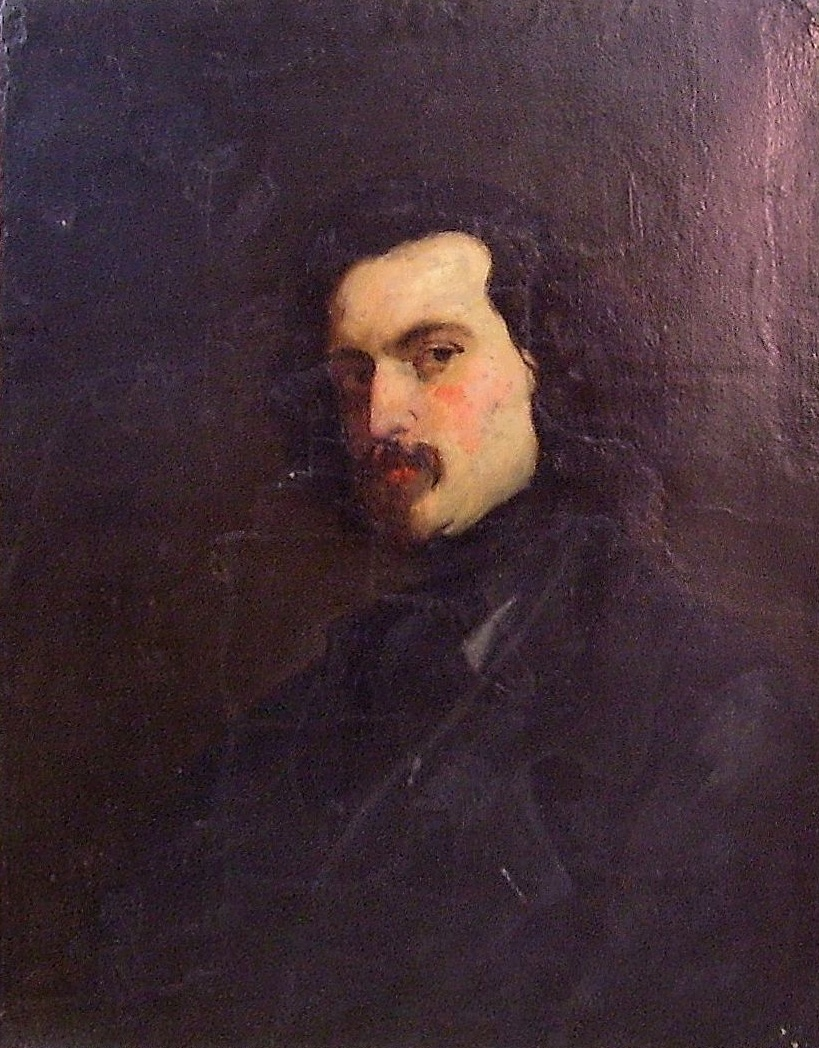
Portrait de Lottin de Laval de Thomas Couture.
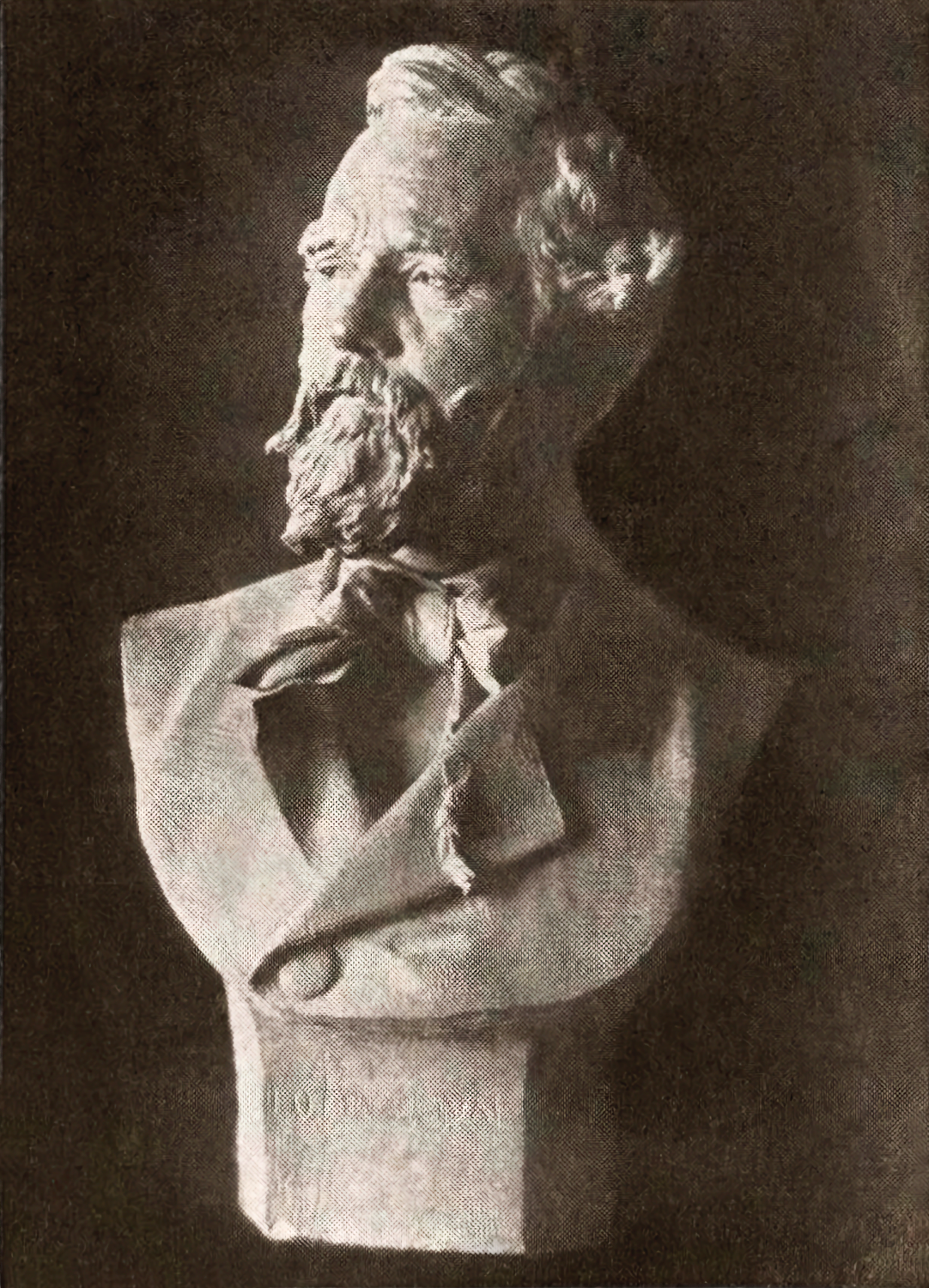
Buste de Carrier-Belleuse.